# Deposizione di Volterra

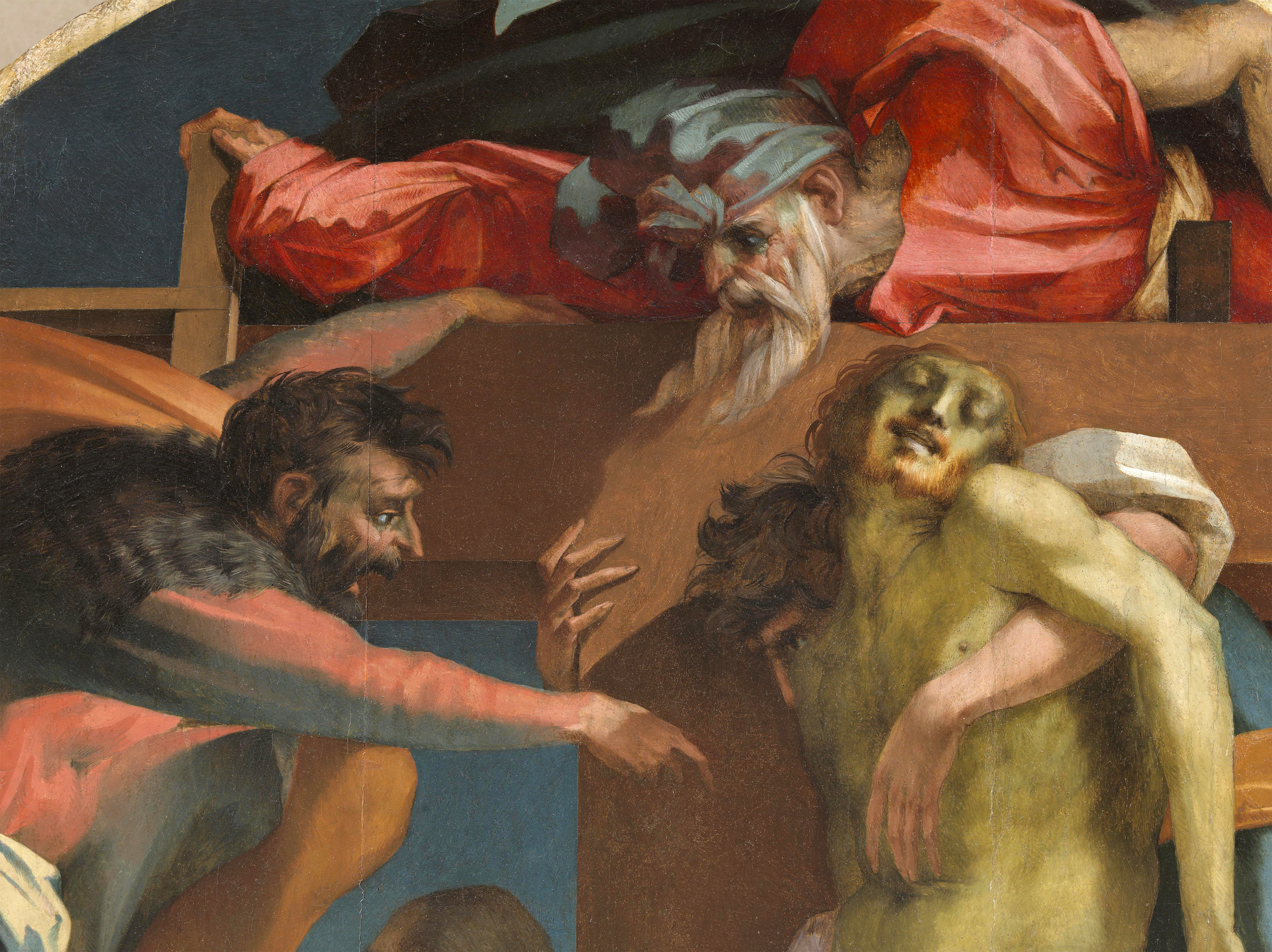
Dettaglio

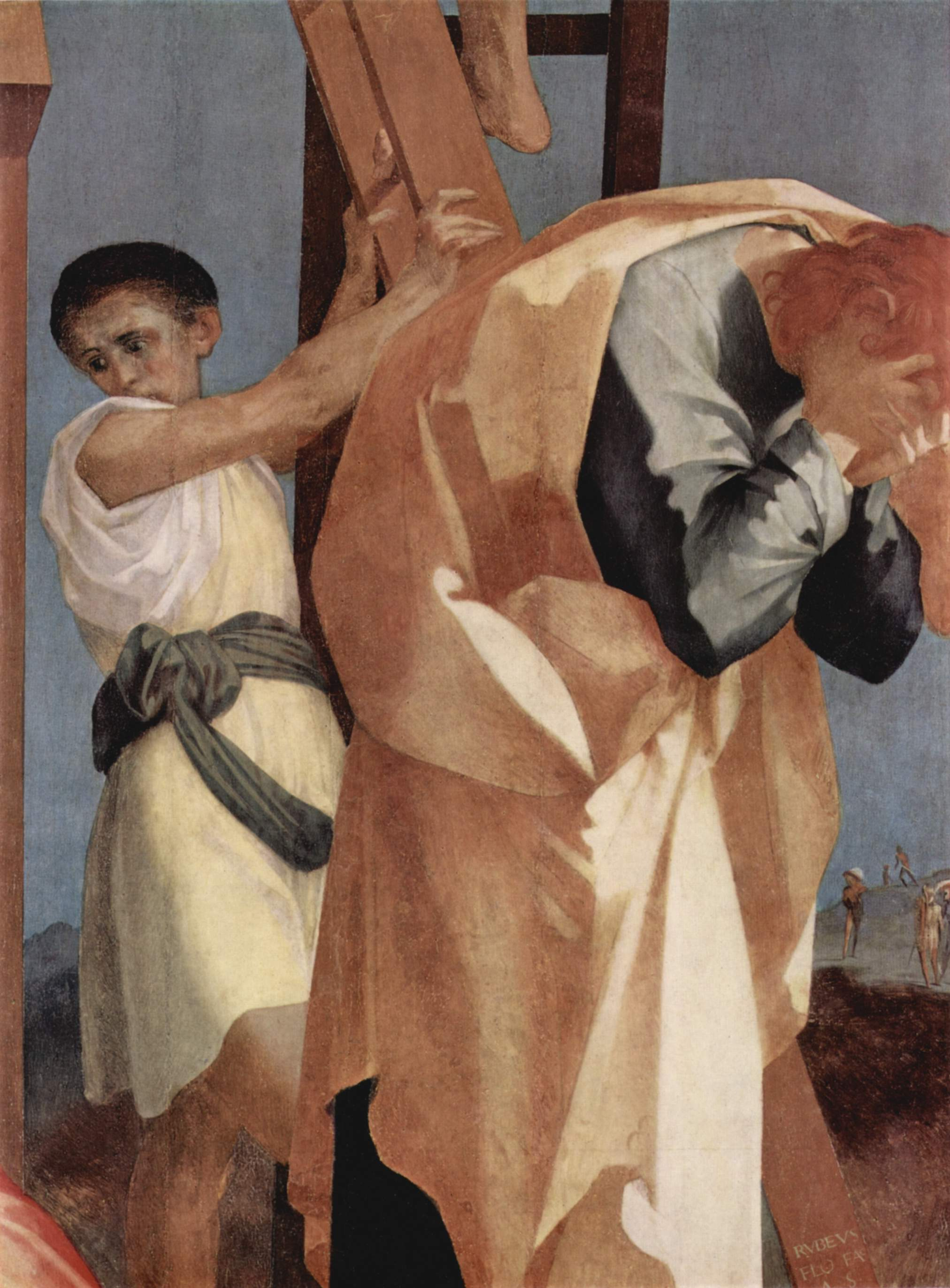
Dettaglio

La Deposizione dalla croce è un dipinto a olio su tavola (375x196 cm) di Rosso Fiorentino, firmato e datato 1521, e conservato nella Pinacoteca di Volterra. La firma si trova in un'iscrizione sul piede della scala in basso: RUBEUS FLOR. A.S. MDXXI.

## Storia
L'opera fu dipinta per la Cappella della Croce di Giorno a Volterra per la Compagnia della Croce di Notte, che usava gli stessi ambienti della Compagnia della Croce di Giorno nella chiesa di San Francesco.
Secondo una teoria, il Cristo deposto presente nel quadro avrebbe le sembianze del condottiero di ventura Rinieri della Sassetta.
In seguito all'acquisto di detta cappella da parte della famiglia dei conti Guidi, grazie alle leggi di soppressione del 1786, il dipinto nel 1788 fu trasferito nella cappella di San Carlo in Duomo. 
La Deposizione del Rosso divenne l'opera più celebre della Pinacoteca civica di Volterra fin dal suo primo allestimento nel Palazzo dei Priori (1905): Gabriele D'Annunzio la rese celebre nel suo Forse che sì, forse che no, tanto da diventare agli occhi di turisti italiani e stranieri uno dei motivi per visitare la città.
L'opera fu senza dubbio il maggiore riferimento iconografico di Pier Paolo Pasolini in una scena del film La ricotta del 1963, insieme ad altre tavole come la Deposizione del Pontormo.

## Descrizione e stile
La pala mostra un momento fino ad allora rappresentato raramente, ovvero la discesa del corpo di Gesù dalla croce subito dopo lo stacco, ispirandosi al racconto di Matteo (27, 45; 57), in cui la terra viene avvolta da una fitta oscurità. La scena è infatti ambientata al crepuscolo, con un delicato trapasso delle luci serali dalla linea dell'orizzonte alla parte alta del dipinto. Mai rappresentato prima e non descritto dai vangeli è il fatto del corpo di Cristo che sembra essere sul punto di scivolare dalle mani dei suoi soccorritori, che si affannano concitatamente per evitarne la caduta. L'esplosione emotiva di questo episodio è combinata, nella parte inferiore, con una forte spiritualità scaturita dalla ricca gamma di pose ed espressioni degli astanti, tra i quali spiccano la Madonna ferita dal dolore, la Maddalena inginocchiata e protesa verso di essa, san Giovanni piegato dal dolore. 
La disposizione asimmetrica delle scale genera un moto violento, accentuato dall'incertezza degli appoggi degli uomini che calano il corpo di Cristo.
Simile per la forma della tavola e per le misure, oltre che per il tema, a quella del Pontormo, tuttavia ne differisce profondamente per la concezione. Il Rosso ottiene il dramma per la volumetria angolosa che sfaccetta le figure (si veda la Maddalena e la sua veste, la figura più in alto di Nicodemo, ecc.), per il movimento convulso di alcuni personaggi, per i colori intensi prevalentemente rosseggianti stagliati sulla distesa uniforme del cielo, con la luce che incide da destra con forza, creando aspri urti chiaroscurali. Tinte complementari sono spesso accostate, con effetti cangianti, e si stagliano con forza gli effetti "fosforescenti" nei punti di maggiore luminosità, rispetto allo sfondo. La particolare stesura, con una sottile patina degli impasti, rende qua e là visibili l'imprimitura e gli strati sottostanti, rivelando talvolta curiose annotazioni autografe, come le scritte relative ai colori da impiegare, poi cambiate bruscamente in corso d'opera sulla spalla destra della donna in primo piano, che poi è invece colorata di un rosa salmone, o "azzurro" nel panno del depositore più basso (che invece è giallo) o nello chignon della Maddalena. 
Le deformazioni dei corpi e dei volti giungono all'estrema esasperazione: il vecchio affacciato dall'alto sulla croce, Nicodemo, ha il viso contratto come una maschera. I depositori formano una sorta di circolo, complessamente articolato sui piani in tre dimensioni delle scale, che asseconda la forma centinata della pala, anche tramite il mantello di Nicodemo. 
Sullo sfondo, al bordo dell'intenso blu che riprendeva il lapislazzuli degli affreschi di Cenni di Francesco, si intravedono, piccolissimi, alcuni armigeri, simbolo della perfidia e malvagità umana che ha condotto Cristo sulla croce. 

### Fonti iconografiche
Un capitolo aperto nello studio dell'opera è rappresentato dall'individuazione delle fonti iconografiche che hanno ispirato l'artista. Alcuni hanno ipotizzato un'assoluta originalità dell'artista nell'invenzione, altri sono risaliti fino a fonti medievali, come il gruppo ligneo della Deposizione nel Duomo di Volterra (XIII secolo), oppure con alcuni personaggi della Strage degli Innocenti e con lo spartito della Deposizione di Cenni di Francesco nella cappella a cui era destinata la pala. L'opera più vicina a quella del Rosso è comunque la Deposizione per la Santissima Annunziata (Firenze) di Firenze, avviata da Filippino Lippi e terminata da Perugino: analoga è l'impostazione della Croce e la presenza delle due scale laterali, una appoggiata sul davanti, una sul dietro. 
Il depositore col perizoma giallo assomiglia a una figura del perduto cartone della Battaglia di Cascina di Michelangelo, mentre il corpo di Cristo cita la Pietà vaticana. L'accostamento di colori complementari deriva forse dalla visione della volta e le lunette della Cappella Sistina, viste forse in un viaggio a Roma tra il 1518 e il 1521, così come la posa di san Giovanni, col volto nascosto tra le mani, ricorda quella dell'Adamo nella Cacciata dei progenitori dall'Eden, di Masaccio. 
Inoltre sarebbero presenti echi delle stampe di Dürer, all'epoca assai popolari a Firenze.